# 100万回死んだねこ 覚え違いタイトル集
『100万回死んだねこ 覚え違いタイトル集』（ひゃくまんかいしんだねこ おぼえちがいタイトルしゅう）は、福井県立図書館のWebサイト上にあるレファレンスページ「覚え違いタイトル集」を元にした書籍である。講談社から2021年10月20日発行。
同図書館の利用者がカウンターに問い合わせた際の「書名や作者名の思い違い、内容のうろ覚え」を元に、司書が利用者とのやりとりを通じて求められている書籍を探し出す事例を通じて、図書館におけるレファレンスサービスを広く知ってもらうことを狙いとしている。
書籍のタイトルは『100万回生きたねこ』（佐野洋子の絵本、講談社刊）の覚え違いに由来する。

## 概要

### Webページ「覚え違いタイトル集」
福井県立図書館では書籍探しを始めとしたレファレンス事例を職員間で共有するためにExcel形式ファイルで記録しているが、図書館の利用者への認知度が必ずしも高くないレファレンスサービスをアピールするためのエンタテイメント性のあるコンテンツとして、またOPAC（オンライン蔵書目録）等を利用して書籍を探す利用者への参考として、蒐集した「覚え違いの事例」を元にして2007年に同館Webサイト上にて「覚え違いタイトル集」を公開した。以降2009年8月にインターネット上を中心に話題を集めたのを始めとして、更新のたびに注目を集めるページとなっている。2021年2月では他の図書館の司書などからも提供された事例を含めて800件を超える事例が収録されている。

### 書籍化
「覚え違いタイトル集」の存在をTwitterから知ったという編集者が、「断片的な情報から本を突き止める司書の名推理に感動を覚えた」ことから「司書の仕事をもっと知ってもらいたい」と同館に手紙を送ったのが書籍化のきっかけである。2021年9月時点で893件に及ぶ多数の事例の中から90件を厳選して、覚え違いタイトルを元にしたイラストと正解の書籍の書影の模写とを添えてクイズ形式で掲載。合わせて図書館における司書の仕事内容や、本探しだけではなく情報探しを手伝うレファレンスサービスの事例を解説（同書ではドッジボールの『ドッジ』の由来を調べる過程を例示）することで、図書館におけるレファレンスを広く知ってもらうことを目的としている。同様に正しい書名を推理することがある書店における熱心な展開がヒットを後押ししたともいう。
本書の印税は本で同図書館および若狭図書学習センターに納入され、福井県に還元されている。
本書の表紙に描かれたネコのキャラクター（作：多田玲子）は、福井県立図書館のマスコットキャラクターとして起用され、公募により「司書猫「れふぁにゃん」」と命名されている。

## 書名の探し方のコツ
OPACはGoogle等とは検索システムが異なるため、これを用いて書籍を検索するときのコツとして、福井県立図書館の司書は同書で
- ひらがなで検索する。読み仮名で検索すると見つけやすい。ただし著者名は漢字を使う方が望ましい（例えば「かいこうけん」だと「開高健（かいこう たけし）」がヒットしない）。
- 助詞（てにをは等）を省いた形で検索する。例えば『感性と哲学』と思い違いした書籍を探しているときに「かんせい てつがく」と入力すると本来の『感性の哲学』がヒットした。

といったアドバイスを書いている。
それでも見つからないときは「どんな内容か」「どこでその本を知ったか」「どこの本か（日本か海外か）」「新しめか古めか」といった、質問者が知っている事柄を司書とのやりとりでひとつずつ確認していく「レファレンス・インタビュー」によって目的の本を絞り込んでゆく。

## 書評・他図書館の反応
朝日新聞読書面では同書編集者の「誰もが本にアクセスできることを、司書は保障している」というコメントを紹介している。またAERA dot.の書評コーナー「BOOKSTAND」では「少しのヒントで膨大な書籍の中から正解を見つけ出す司書さんの知識量や検索能力に驚かされることでしょう」と評している。
皇學館大学図書館では「覚え違いタイトル展示」と題して、本書に取り上げられた書籍の上に覚え違いの書名を書いた紙を被せる展示をおこなっている。栃木市図書館や三重県立川越高等学校図書館でも同様の展示をおこなっている。神奈川県学校図書館員研究会では、福井県立図書館#覚え違いタイトル集を参考に、ホームページで「うろ覚えレファレンス」と題して学校図書館で受けた覚え違い・うろ覚えの質問事例を紹介している。
2022年には、神奈川県学校図書館員研究会による第15回神奈川学校図書館員大賞（KO本大賞）を受賞した。2022年2月18日発表の「埼玉県の高校図書館司書が選んだイチオシ本2021」で1位に選ばれた。

## 書誌情報
福井県立図書館『100万回死んだねこ 覚え違いタイトル集』講談社、2021年。ISBN 978-4-06-525892-7。